# Пиньолата

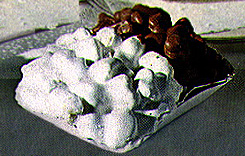
Пиньолата из Мессины

Пиньола́та (итал. pignolata, сиц. pignulata) — десерт, распространённый в Сицилии. Этот вид выпечки родом из Мессины, но известен также и в Калабрии. Пиньолату часто готовят к Рождеству.
Пиньолата представляет собой небольшие кусочки теста, обжаренные во фритюре, которые складывают в виде пирамиды. Затем одну половину пирамиды покрывают растопленным шоколадом, а другую сахарной пудрой, лимонным сиропом или карамелизированным сахаром с добавлением вкусовых и ароматических добавок.